# Зелени Стрелац
Зелени Стрелац (енгл. Green Arrow) је стрип-јунак издавачке куће DC Comics. Зеленог Стрелца су осмислили Морт Вајсингер и Џорџ Пап, први пут се појавио у стрип-ревији More Fun Comics број 73, који је изашао 1941. године.

## Карактеризација
Ране верзије Стрелца и његовог помоћника (Green Arrow & Speedy) појавиле су се у ДиСи стрип-магазинима More Fun Comics (1935–, заједно са првим појављивањем Аквамена) и Leading Comics (1943–), касније (1947–) Leading Screen Comics. Ови стрип-часописи су излазили месечно (енгл. Quarterly Magazines), у мас продукцији, и били изразито намењени деци (предшколски и основношколски узраст), укључујући и епизоде о Зеленом Стрелцу, док су ДиСи стрип-магазини са Суперменом (Action Comics), Бетменом (Detective Comics) или Чудесном Женом (Sensation Comics) били у продукцији за тинејџере и нешто старије (Ages 13+). У тим раним епизодама Зеленог Стрелца у комбинацији су били и средњовековни витез, каубој, нека врста маскираног хероја налик на Капетана Америку као и рана верзија Муње.
Лик је у старту очигледно био инспирисан Робин Худом, заправо његов средњовековни лик (заједно са каубојем и осталом дружином) пребачен је у модерно окружење. Сачувани примерци ових магазина су код колекционара изузетно тражени и продају се на аукцијама и за неколико стотина долара.

## Слични ликови
Данас у стрипу постоји неколико карактера који збуњујуће личе по концепту стрелца, а то су пре свега Марвелов Хокај (Hawkeye), као и ДиСијева Црвена Стрела (Red Arrow) и Ловкиња (Huntress) затим ту је и Зелени Фењер чија боја у имену јесте пука случајност, но у свету стрипа два карактера су пријатељи и чак имају заједничку серију "Green Lantern/Green Arrow" (1983–1984).

## Порекло
Право име Зеленог Стрелца је Оливер Оли Квин. Он је плејбој милионер и власник Квин индустрије. Оливер Квин је наследио милионе после смрти својих родитеља. После несреће на мору, провео је неколико година на пустом острву. Ту је усавршио стреличарство до перфекције. На овом пустом острву је савладао групу кријумчара и одлучио да посвети свој живот и богатство борби против криминала. Зелени Стрелац користи стреличарске и борилачке вештине да се бори против криминала у свом граду Стар Ситију, као и у Сијетлу. Осим тога члан је суперхеројске групе Лига правде, а повремено и групе Outsiders.
Попут Бетмена, Оливер није метахуман/мутант – значи није представљен као неко коме је ванредна способност гађања супермоћ, већ човек који је своје способности стекао вежбом и марљивим трудом.

## Најзначајнији аутори
Најзначајнији аутори који су радили Зеленог Стрелца су Нил Адамс, Денис О‘Нил, Мајк Грел и Кевин Смит. У периоду Златног доба (1950-тих) цртао га је и славни Џек Кирби.

## Значајни серијали
Серијали које су били прекретнице у развоју Зеленог Стрелца као стрип-јунака су:
- Зелени Свитац / Зелени Стрелац[3] (Green Lantern/Green Arrow)
- Зелени Стрелац: Ловци дугих лукова[4] (Green Arrow: The Longbow Hunters)
- Нулти час[5] (Zero Hour)
- Зелени Стрелац: Тоболац[6] (Green Arrow: Quiver)
- Лига правде: Вапај за правдом[7] (Justice League:Cry for justice)
- Зелени Стрелац: Шадо[8] (Green Arrow: Shado)

## Модерне верзије
Савремену верзију стрипа (2013–) створио је Jeff Lemire, успевши да извуче карактер скоро из заборава. Овај сценариста не само да је оживео карактер и дао његовој универзалној причи нови смер, него је одабир цртача Andrea Sorrentino дао и додатну енергију креативној контроли лика. Слободан али чврст графички дизајн талијанског аутора одудара од већине шаблонски чистих стилова унутар ДиСи-ја, али није непознат, јер наставља традицију коју прати и лимитирани серијал Green Arrow: Year One који је нешто раније (2007) нацртао британски уметник Марк Симпсон (ака Jock).
А све у стилу Френка Милера (Бетмен: Повратак Мрачног витеза, 1986) којим је две деценије раније ДЦ универзуму враћено уметничко достојанство које заслужује.

## Верзије на српском
На нашим просторима епизоде са Зеленим Стрелцом су објављиване у Екс алманаху (нпр. Екс алманах бр. 421, 1984 године).

## Остали медији
Од 2012. ван стрип-света веома популарна постаје телевизијска серија Стрела у којој Зеленог Стрелца глуми Стивен Амел. Серија је изазвала појаву читавог низа спин-оф серија и тако постала камен темељац телевизијског универзума DC Comics-а.